# Cmentarz w Bublu-Łukowiskach
Cmentarz w Bublu-Łukowiskach – zabytkowa nekropolia w Bublu-Łukowiskach, administrowana przez rzymskokatolicką parafię w Gnojnie.
Cmentarz został założony na początku XIX w. najprawdopodobniej jako unicki. Po likwidacji unickiej diecezji chełmskiej został przekształcony w cmentarz prawosławny. W 1920 cmentarz został zrewindykowany przez Kościół rzymskokatolicki. Na terenie nekropolii przetrwało kilka nagrobków z początku XX stulecia.